# Ailton Torres Neves
Ailton Torres Neves (Muriaé, 28 de julho de 1943) é um advogado e político brasileiro do estado de Minas Gerais.
Ailton Neves foi vereador em Muriaé, no período de 1970 a 1982,sendo duas vezes presidente da Câmara dos Vereadores do município. Foi deputado estadual constituinte de Minas Gerais na 11ª legislatura (1989-1991), pelo PMDB.